# 印尼航太
印尼航太,簡稱：DI.（英文名稱：Indonesian Aerospace Inc.）是印尼首個也是唯一的飛機工業。 該公司由印尼政府擁有。  DI成立於1976年8月23日，前身為PT Industri Terbang Nurtanio，由BJ Habibie擔任總裁。Nurtanio飛機工業隨後於1985年10月11日更名為Nusantara飛機工業（IPTN）。重組後，IPTN在2000年8月24日將其更名為Dirgantara Indonesia（即印尼航太）。

## 图集

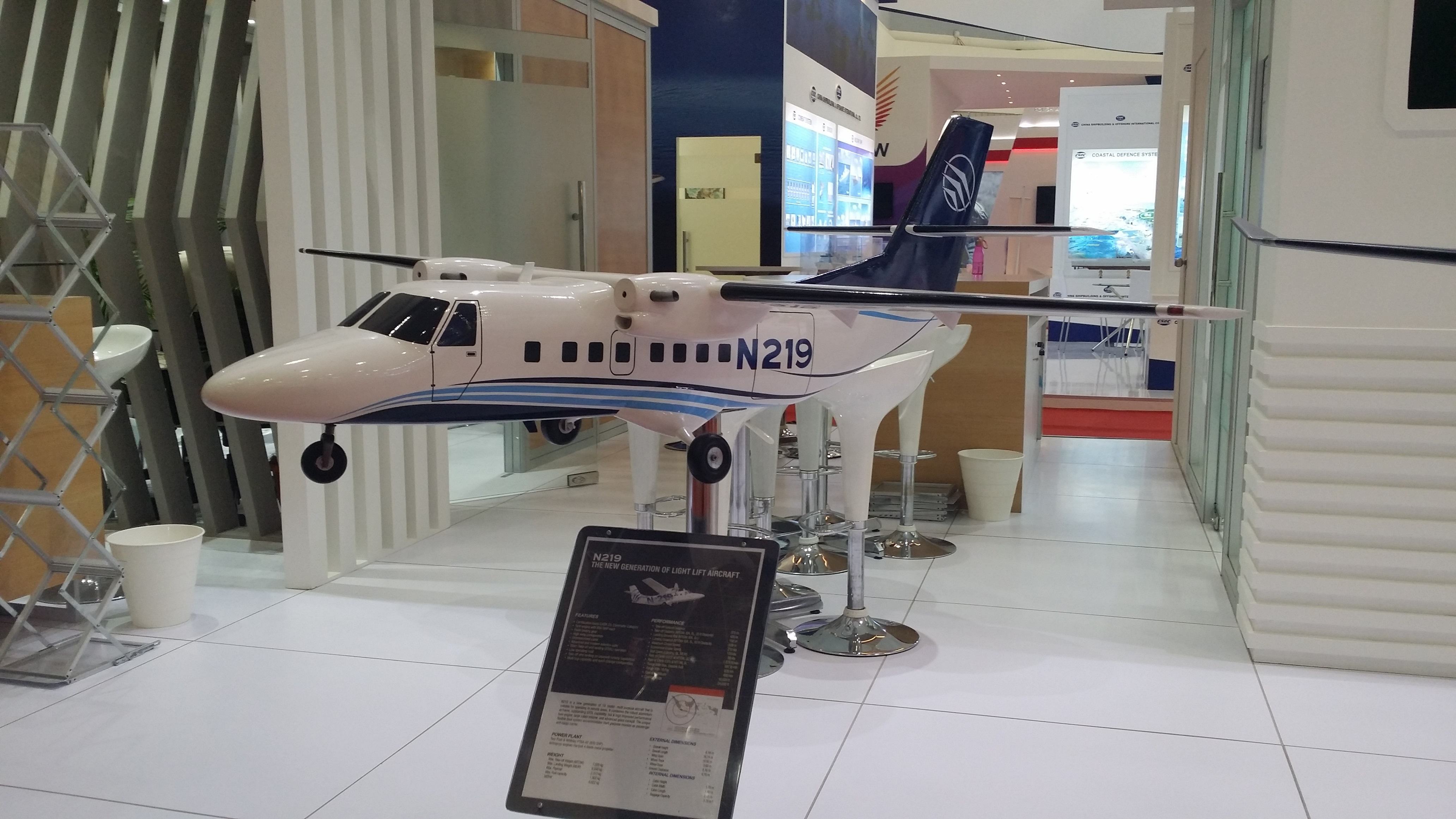
N219
N-245
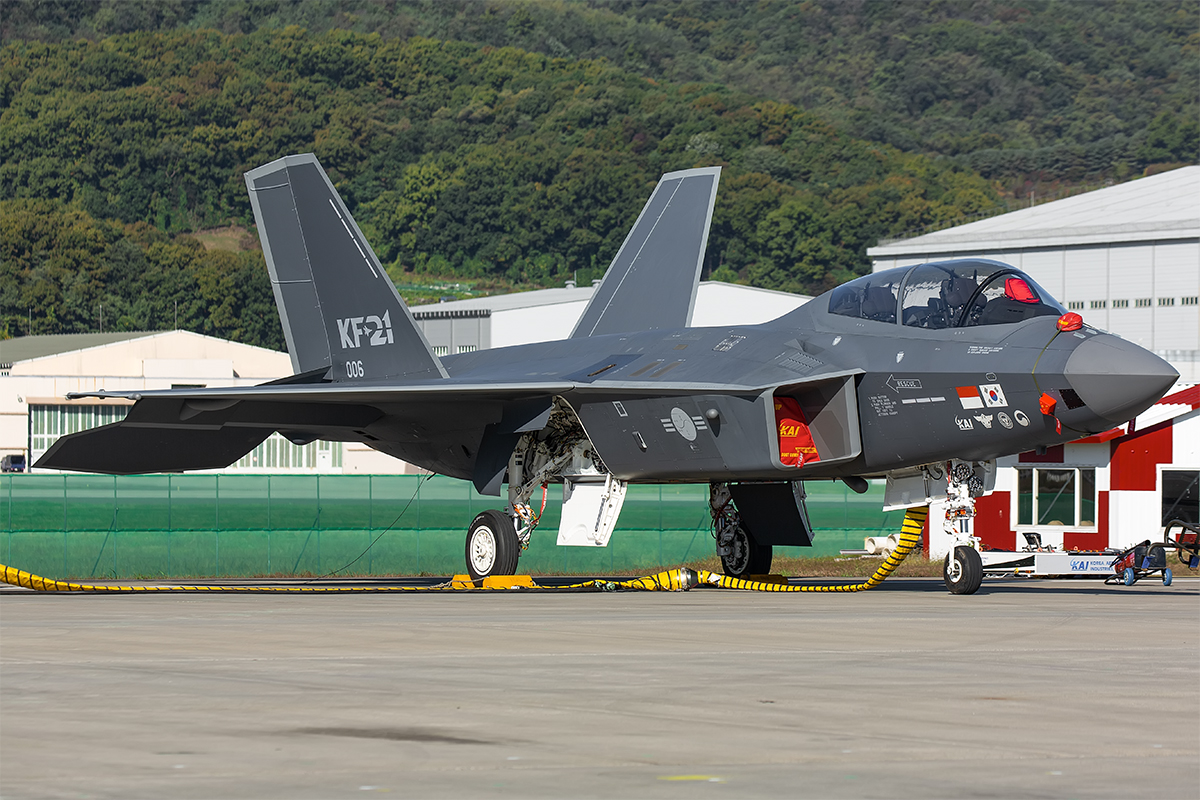
KF-21戰鬥機